# Discografia de Judy Garland
Judy Garland gravou dezenas de singles de suas canções para a Decca Records começando na década de 30. Garland começou a gravar álbuns para a Capitol Records na décda de 50. Seu primeiro álbum alcançou a posição de número 3 na Billboard 200. Judy at Carnegie Hall figurou por 73 semanas na lista da Billboard (incluindo 13 semanas na posição número 1), ganhando disco de ouro e ganhou 5 Grammy Awards (incluindo Álbum do Ano e Melhor Performance Vocal Feminino).

## Álbuns
Os álbuns a seguir são de 12 polegadas, salvo indicação em contrário. Todos os lançamentos são da Capitol Records salvo indicação em contrário.
- 1950 Summer Stock (10 polegadas, trilha sonora de filme Movie Soundtrack), MGM Records
- 1954 A Star Is Born (trilha sonora de filme), Columbia Records
- 1955 Miss Show Business
- 1956 Judy
- 1957 Alone
- 1958 Judy in Love
- 1959 Garland at the Grove (Ao vivo, trechos gravados em 23 de juho de 1958, lançado em 2 de fevereiro de 1959)
- 1959 The Letter
- 1960 That's Entertainment!
- 1960 Pepe (trilha sonora de filme) (uma música de Garland: "Faraway Part of Town"), Colpix Records
- 1961 Judy at Carnegie Hall (Ao vivo, 2 discos, gravado em 23 de abril de 1961, lançado em 10 de julho de 1961)
- 1962 Judy Takes Broadway (gravado em 26 de abril de 1962, lançamento oficial em CD em 20 de junho de 1989 como Judy Garland Live!)
- 1962 The Garland Touch
- 1962 Gay Purr-ee (trilha sonora de filme), Warner Bros. Records
- 1963 I Could Go On Singing (trilha sonora de filme)
- 1963 Three Billion Millionaires (Uma música de Garland: "One More Lamb"), United Artists Records
- 1964 Just for Openers (trilha sonora para televisão)
- 1964 Judy Garland Sings Maggie May (EP), EMI Records (lançamento britânico, as quatro canções foram oficialmente publicadas nos Estados Unidos pela Capitol Records em um CD compilado em  2002, Classic Judy Garland: The Capitol Years 1955-1965)
- 1965 Judy Garland and Liza Minnelli Live at the London Palladium (2 discos, trechos gravados em 8 de novembro de 1964, lançamento em 25 de julho de 1965)
- 1967 Judy Garland at Home at the Palace: Opening Night, ABC Records (trechos gravados em 31 de julho, 1 e 2 de agosto de 1967)
- 1969 Judy. London. 1969., Juno Records (trechos gravados em janeiro de 1969)
- 1972 Judy in London (2 discos, gravados em 2, 3, 4, 5 e 8 de agosto de 1960 nos estúdios da EMI em Londres)

## Canções Originais lançadas por Judy Garland
- 1936 "Americana", Every Sunday
- 1939 "Over the Rainbow", The Wizard of Oz
- 1939 "Good Morning", Babes in Arms
- 1940 "Our Love Affair", Strike Up the Band
- 1940 "It's A Great Day for the Irish", Little Nellie Kelly[1]
- 1941 "How About You?", Babes on Broadway
- 1944 "The Trolley Song", Meet Me in St. Louis
- 1944 "The Boy Next Door", Meet Me in St. Louis
- 1944 "Have Yourself A Merry Little Christmas", Meet Me in St Louis
- 1946 "On the Atchison, Topeka and the Santa Fe", The Harvey Girls
- 1948 "Be a Clown", The Pirate
- 1949 "Merry Christmas", In the Good Old Summertime
- 1954 "The Man That Got Away", A Star Is Born
- 1960 "Faraway Part of Town", Pepe (escrito por André e Dory Previn; indicado ao Oscar de melhor canção original)
- 1962 "Paris is A Lonely Town", Gay Purr-ee
- 1963 "I Could Go On Singing", I Could Go On Singing

## Compilações
| - 1986 America's Treasure - 1987 The Best of Judy Garland - 1990 The Best of the Decca Years Volume 1 - Hits! - 1991 The Great MGM Stars: Judy Garland - 1992 The Last Years 1965 - 1969: It's All for You - 1993 Judy Garland - Child of Hollywood (relançado em 2000 como '21 Hollywood Hits') - 1993 The Ladies of the 20th Century: Judy Garland - 1994 Legends: Judy Garland - 1994 The Complete Decca Masters - 1995 Great Ladies of Song: Spotlight on Judy Garland - 1995 Christmas Through the Years - 1995 The Judy Garland Christmas Álbum - 1996 You Made Me Love You - 1996 Collectors Gems from the MGM Films - 1997 Judy Duets (relançado em 2005) - 1998 Judy: A Musical Anthology | - 1998 Judy Garland in Hollywood - Her Greatest Movie Hits - 1999 The One and Only Judy Garland - 1999 20th Century Masters - The Millennium Collection: The Best of Judy Garland - 2001 Over the Rainbow: The Very Best of Judy Garland - 2004 EMI Comedy: Judy Garland - 2005 That Old Feeling: Classic Ballads from The Judy Garland Show - 2006 Great Day! Rare Recordings from the Judy Garland Show - 2006 The Essential Judy Garland - 2007 The Letter - 2007 The Very Best of Judy Garland - 2008 Judy Garland: Classiques et inédits 1929-1956 - 2010 Judy Garland - Lost Tracks 1929-1959 - 2011 Judy Garland: Smilin' Through - The Singles Collection 1936-1947 - 2011 Judy Garland: The London Studio Recordings, 1957-1964 - 2013 Judy Garland: Creations 1929-1962 - Songs She Introduced |

## Singles
| Ano       | Título                                                                                             | Catálogo      | Ano       | Título                                                                                     | Catálogo                       |
| --------- | -------------------------------------------------------------------------------------------------- | ------------- | --------- | ------------------------------------------------------------------------------------------ | ------------------------------ |
| 1936      | Swing Mr. Charlie / Stomping at the Savoy (com a orquestra de Bob Crosby)                          | Decca 848     | 1945      | This Heart of Mine / Love                                                                  | Decca 18660                    |
| 1937      | Everybody Sing                                                                                     | Decca 1332    | 1945      | You'll Never Walk Alone / Smilin' Through                                                  | Decca 23539                    |
| 1937      | All God's Chillun Got Rhythm / Everybody Sing                                                      | Decca 1432    | 1945      | On the Atchison, Topeka and the Santa Fe / In the Valley (Where the Evening Sun Goes Down) | Decca 23438                    |
| 1937      | (Dear Mr. Gable) You Made Me Love You / You Can't Have Everything                                  | Decca 1463    | 1945      | Round and Round                                                                            | Decca 23459                    |
| 1938      | Cry, Baby, Cry / Sleep, My Baby, Sleep                                                             | Decca 1796    | 1945      | It's a Great Big World (com Virginia O'Brien e Betty Russell)                              | Decca 23460                    |
| 1938      | It Never Rains But It Pours / Ten Pins in the Sky                                                  | Decca 2017    | 1946      | For You, For Me, Forevermore / Aren't You Kinda Glad We Did? (com Dick Haymes)             | Decca 23687                    |
| 1939      | Over the Rainbow / The Jitterbug                                                                   | Decca 2672    | 1946      | Changing My Tune / Love                                                                    | Decca 23688                    |
| 1939/1937 | Over the Rainbow / (Dear Mr. Gable) You Made Me Love You                                           | MGM KGC-166   | 1946      | There Is No Breeze / Don't Tell Me That Story                                              | Decca 23746                    |
| 1939      | Embraceable You / Swanee                                                                           | Decca 2881    | 1947      | I Wish I Were in Love Again / Nothing but You                                              | Decca 24469                    |
| 1939      | Zing! Went the Strings of My Heart / Fascinatin' Rhythm                                            | Decca 18543   | 1947      | Look for the Silver Lining                                                                 | MGM 30002                      |
| 1939      | In Between / Sweet Sixteen                                                                         | Decca 15045   | 1947      | Who?                                                                                       | MGM 30003                      |
| 1939      | Oceans Apart / Figaro                                                                              | Decca 2873    | 1947/1949 | Look for the Silver Lining / Merry Christmas                                               | MGM 30212                      |
| 1940      | Friendship (com Johnny Mercer) / The Wearing of the Green                                          | Decca 3165    | 1948      | Be a Clown                                                                                 | MGM 30097                      |
| 1940      | Buds Won't Bud / I'm Nobody's Baby                                                                 | Decca 3174    | 1948      | Love of My Life / You Can Do No Wrong                                                      | MGM 30098                      |
| 1940      | The End of the Rainbow                                                                             | Decca 3231    | 1948      | Mack the Black                                                                             | MGM 30099                      |
| 1940      | Our Love Affair / I'm Always Chasing Rainbows                                                      | Decca 3593    | 1948      | I Wish I Were in Love Again (com Mickey Rooney) / Johnny One Note                          | MGM 30172                      |
| 1940      | It's a Great Day for the Irish / A Pretty Girl Milking Her Cow                                     | Decca 3604    | 1948      | Easter Parade (com Fred Astaire) / A Fella With an Umbrella (com Peter Lawford)            | MGM 30185                      |
| 1941      | The Birthday of a King / Star of the East                                                          | Decca 4050    | 1948      | A Couple of Swells / Irving Berlin Medley (com Fred Astaire)                               | MGM 30186                      |
| 1941      | How About You? / F.D.R. Jones                                                                      | Decca 4072    | 1948      | Better Luck Next Time                                                                      | MGM 30187                      |
| 1941      | Poor You / Last Call For Love                                                                      | Decca 18320   | 1949      | Put Your Arms Around Me, Honey / Meet Me Tonight in Dreamland                              | MGM 50025                      |
| 1942      | For Me and My Gal / When You Wore a Tulip (com Gene Kelly)                                         | Decca 18480   | 1949      | Play That Barbershop Chord / I Don't Care                                                  | MGM 50026                      |
| 1942      | I Never Knew / On the Sunny Side of the Street                                                     | Decca 18524   | 1950      | Happy Harvest / If You Feel Like Singing, Sing                                             | MGM 30252                      |
| 1942      | That Old Black Magic / Poor Little Rich Girl                                                       | Decca 18540   | 1950      | Friendly Star / Get Happy                                                                  | MGM 30254                      |
| 1943      | Could You Use Me? (com Mickey Rooney) / Embraceable You                                            | Decca 23303   | 1953      | Send My Baby Back to Me / Without a Memory                                                 | Columbia 40010                 |
| 1943      | But Not For Me                                                                                     | Decca 23309   | 1953      | Go Home, Joe / Heartbroken                                                                 | Columbia 40023                 |
| 1944      | Over the Rainbow / I May Be Wrong (But I Think You're Wonderful) (com a orquestra de Tommy Dorsey) | V-Disc 335-A  | 1954      | The Man That Got Away / Here's What I'm Here For                                           | Columbia 40270                 |
| 1943      | Bidin' My Time / I've Got Rhythm                                                                   | Decca 23310   | 1956/1955 | Maybe I'll Come Back / Over the Rainbow                                                    | Capitol 6128                   |
| 1943      | No Love, No Nothin' / A Journey to a Star                                                          | Decca 18484   | 1957      | It's Lovely to Be Back Again in London / By Myself                                         | EMI CL-14791 (British release) |
| 1944      | Meet Me in St. Louis / Skip to My Lou                                                              | Decca 23360   | 1961      | Zing! Went the Strings of My Heart / Rockabye Your Baby With a Dixie Melody                | Capitol 4624                   |
| 1944      | The Trolley Song / Boys and Girls Like You and Me                                                  | Decca 23361   | 1961      | San Francisco / Chicago                                                                    | Capitol 6125                   |
| 1944      | Have Yourself a Merry Little Christmas / The Boy Next Door                                         | Decca 23362   | 1961/1956 | The Man That Got Away / April Showers                                                      | Capitol 6126                   |
| 1944      | The Trolley Song / Meet Me in St. Louis                                                            | Decca 25494   | 1961      | Swanee / That's Entertainment                                                              | Capitol 6129                   |
| 1945/1944 | Yah-Ta-Ta, Yah-Ta-Ta (Talk, Talk, Talk) / You've Got Me Where You Want Me (com Bing Crosby)        | Decca 23410   | 1961      | Come Rain or Come Shine / Rockabye Your Baby With a Dixie Melody                           | Capitol 6127                   |
| 1945/1944 | Connecticut / Mine (com Bing Crosby)                                                               | Decca 23804   | 1961      | Comes Once in a Lifetime / Sweet Danger                                                    | Capitol 4656                   |
| 1945      | On The Atchison, Topeka and the Santa Fe / If I Had You (com The Merry Macs)                       | Decca 23436   | 1962      | Little Drops of Rain / Paris Is a Lonely Town                                              | Warner Bros. 5310              |
| 1944/1945 | Have Yourself a Merry Little Christmas / You'll Never Walk Alone                                   | Decca 9-29295 | 1963      | Hello Bluebird / I Could Go On Singing                                                     | Capitol 4938                   |
| 1944/1945 | The Boy Next Door / Smilin' Through                                                                | Decca 9-29296 | 1965      | Hello, Dolly! / He's Got the Whole World in His Hands (com Liza Minnelli)                  | Capitol 5497                   |